# Leonard Zbigniew Lepszy
Leonard Zbigniew Lepszy (ur. 30 września 1889, zm. 17 września 1939 w Darachowie) – major obserwator Wojska Polskiego.

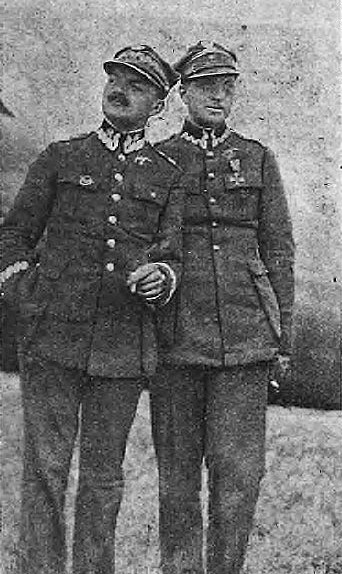
Mjr Leonard Lepszy (z prawej) jako adiutant gen. Włodzimierza Zagórskiego (1925)

## Życiorys
Urodził się w rodzinie Leonarda Jana Józefa i Karoliny z Wolańskich h. Przyjaciel (1868–1896). Miał braci: Bolesława Adama Mariana, Jana Tadeusza (1891–1979) oraz Kazimierza - brata przyrodniego z kolejnego małżeństwa ojca. 1 stycznia 1913 został mianowany na stopień kadeta rezerwy i przydzielony w rezerwie do Batalionu Strzelców Polnych Nr 4 w Braunau am Inn. W szeregach tego batalionu walczył na frontach I wojny światowej, jako chorąży z tym samym starszeństwem z 1 stycznia 1913. 
17 stycznia 1919 został przyjęty do Wojska Polskiego z dniem 1 listopada 1918, z byłej armii austro-węgierskiej, z zatwierdzeniem posiadanego stopnia podporucznika i otrzymał przydział do Eskadry Lotniczej Kraków. W latach 1918–1920 służył jako porucznik obserwator w 2 i 5 eskadrze wywiadowczej. 9 września 1920 został zatwierdzony z dniem 1 kwietnia 1920 w stopniu kapitana, w Korpusie Wojsk Lotniczych, w grupie oficerów byłej armii austriacko-węgierskiej.
3 maja 1922 zweryfikowany został w stopniu kapitana ze starszeństwem z dniem 1 czerwca 1919 i 44. lokatą w korpusie oficerów aeronautycznych. W 1923 pełnił służbę w Warsztatach Lotniczych Centralnych Zakładów Lotniczych, a w następnym roku w Departamencie IV Żeglugi Powietrznej Ministerstwa Spraw Wojskowych, pozostając na ewidencji 3 pułku lotniczego. 1 grudnia 1924 awansował na majora ze starszeństwem z dniem 15 sierpnia 1924 i 16. lokatą w korpusie oficerów aeronautycznych. Później pełnił różne funkcje w 1 pułku lotniczym i 2 pułku lotniczym. W 1926 przez krótki okres był dowódcą I dyonu lotniczego w 6 pułku lotniczym, dwa lata później był kwatermistrzem pułku. Następnie został przeniesiony do dyspozycji dowódcy Okręgu Korpusu Nr VI we Lwowie. Z dniem 28 lutego 1930 przeniesiony został w stan spoczynku. W 1934, jako oficer stanu spoczynku pozostawał w ewidencji Powiatowej Komendy Uzupełnień Nowy Targ. Posiadał przydział do Oficerskiej Kadry Okręgowej Nr V. Był wówczas „przewidziany do użycia w czasie wojny”. Mieszkał w willi „Jaska” przy ul. Ogrodowej w Zakopanem.
Lepszy pozował rzeźbiarzowi Edwardowi Wittigowi w czasie prac nad Pomnikiem Lotnika w Warszawie.
W sierpniu 1939 został zmobilizowany i przydzielony do Bazy Lotniczej nr 1 na stanowisko zastępcy komendanta. 17 września 1939 podczas ewakuacji bazy z miasta Darachów k. Buczacza zginął w walce z oddziałami sowieckimi.
Był mężem Zofii z Mańkowskich (1897–1944). Mieli córkę Jolantę Marię (1931–2019), która poślubiła fizyka Juliana Jana Auleytnera.

## Awanse
- kapitan – 3 maja 1922, zweryfikowany ze starszeństwem z dniem 1 czerwca 1919 i 44. lokatą w korpusie oficerów aeronautycznych
- major – 1 grudnia 1924, ze starszeństwem z dniem 15 sierpnia 1924 i 16. lokatą w korpusie oficerów aeronautycznych

## Ordery i odznaczenia
- Krzyż Walecznych[13][14]
- Srebrny Krzyż Zasługi z Mieczami (pośmiertnie, 1947)[12]
- Srebrny Krzyż Zasługi (10 listopada 1925)[15][13]
- Polowa Odznaka Obserwatora nr 11 (11 listopada 1928)[16]
- Srebrny Medal Waleczności 2 klasy (Austro-Węgry)[17]
- czechosłowacka Odznaka Obserwatora (1929)[18]

2 kwietnia 1936 Komitet Krzyża i Medalu Niepodległości odrzucił wniosek o nadanie mu tego odznaczenia „z powodu braku pracy niepodległościowej”.